# 第2回全国中等学校優勝野球大会
第2回全国中等学校優勝野球大会は、1916年（大正5年）8月16日から8月20日まで豊中グラウンドで行われた全国中等学校優勝野球大会である。

## 概要
第1回大会において、秋田県と東京府以外参加できなかった東日本では、北海道および東北6県を対象とする東北大会が東京朝日新聞社（東朝）主催・二高後援で、関東7府県を対象とする関東大会が東朝主催でそれぞれ行われた
。日程が被ってしまったため全国大会参加を諦めざるを得なかった北陸（甲信含む）では、四高主催の北陸野球大会の日程を調整して、これが北陸大会と見なされた。関西では、美津濃商店主催の関西学生連合野球大会の一部を奈良県・和歌山県・大阪府を対象とする関西大会と見なすことをやめ、奈良県・和歌山県を対象とする紀和大会が大阪朝日新聞社主催で、大阪府を対象とする大阪大会が大阪高商主催でそれぞれ行われた。これらの結果、地方大会の数は第1回大会より2大会増えて12大会となった。
第2回大会より敗者復活制が採用された。1回戦での敗者6校から2校を抽選で選び、その2校を準々決勝戦として対戦させるというものだった。
また、慶応普通部の一塁手として出場したジョン・ダン（お雇い外国人エドウィン・ダンの三男）はアメリカ国籍者であり、外国人選手が初めて参加した大会でもあった。2回戦の香川商戦では3安打の活躍で、「異人さん、いいぞ」と拍手喝采を浴びた。
決勝戦は市岡中のエース松本終吉が、準決勝で右肩を強打し負傷したため、急遽捕手の富永徳義を投手、左翼手の田中勝雄を捕手とする急造バッテリーで臨んだが、慶應普通部は3回裏に3失策、1野選、1四球と混乱する市岡中につけこみ、2安打を絡めて一挙5点を挙げた。投げてはエースの山口昇が3安打11奪三振無四球で完投した。なお、山口は慶應義塾大学の正選手も務めていた。当時は選手資格があいまいだったので、こういうことも可能だったのである。

## 代表校
| 地方大会 | 代表校     | 出場回数     |
| -------- | ---------- | ------------ |
| 東北     | 一関中     | 初出場       |
| 関東     | 慶応普通部 | 初出場       |
| 北陸     | 長野師範   | 初出場       |
| 東海     | 愛知四中   | 初出場       |
| 京津     | 京都二中   | 2年連続2回目 |
| 紀和     | 和歌山中   | 2年連続2回目 |

| 地方大会 | 代表校     | 出場回数     |
| -------- | ---------- | ------------ |
| 大阪     | 市岡中     | 初出場       |
| 兵庫     | 関西学院中 | 初出場       |
| 山陰     | 鳥取中     | 2年連続2回目 |
| 山陽     | 広島商     | 初出場       |
| 四国     | 香川商     | 初出場       |
| 九州     | 中学明善   | 初出場       |

## 試合結果

### 1回戦
- 市岡中 6 - 2 長野師範
- 広島商 19 - 4 中学明善
- 香川商 2 - 1 関西学院中
- 慶応普通部 6 - 2 愛知四中
- 和歌山中 2 - 1 鳥取中
- 一関中 3x - 2 京都二中

### 準々決勝
- 慶応普通部 9 - 3 香川商
- 和歌山中 6 - 4 広島商
- 市岡中 8 - 0 一関中
- 鳥取中 9 - 6 中学明善（敗者復活戦）

### 準決勝
- 慶応普通部 7 - 3 和歌山中
- 市岡中 5 - 4 鳥取中（延長10回）

### 決勝
|            | 1 | 2 | 3 | 4 | 5 | 6 | 7 | 8 | 9 | R | H | E |
| ---------- | - | - | - | - | - | - | - | - | - | - | - | - |
| 市岡中     | 0 | 0 | 0 | 2 | 0 | 0 | 0 | 0 | 0 | 2 | 3 | 6 |
| 慶応普通部 | 0 | 0 | 5 | 1 | 0 | 0 | 0 | 0 | X | 6 | 4 | 8 |

1. （市）：富永 - 田中
2. （慶）：山口 - 出口
3. 審判
［球審］三木
［塁審］都築・北村

| 市岡中 | 市岡中 | 市岡中     |
| 打順   | 守備   | 選手       |
| ------ | ------ | ---------- |
| 1      | [投]   | 富永徳義   |
| 2      | [遊]   | 島道喜一郎 |
| 3      | [捕]   | 田中勝雄   |
| 4      | [左]   | 松本終吉   |
| 5      | [右]   | 平松啓二郎 |
| 6      | [一]   | 山田喜克   |
| 7      | [三]   | 魚谷忠     |
| 8      | [二]   | 岡本見三   |
| 9      | [中]   | 鈴木武雄   |

| 慶応普通部 | 慶応普通部 | 慶応普通部   |
| 打順       | 守備       | 選手         |
| ---------- | ---------- | ------------ |
| 1          | [左]       | 佐藤隆雄     |
| 2          | [一]       | ジョン・ダン |
| 3          | [投]       | 山口昇       |
| 4          | [三]       | 塩川幸三     |
| 5          | [右]       | 河野元彦     |
| 6          | [遊]       | 平川誠       |
| 7          | [二]       | 足立信夫     |
| 8          | [捕]       | 出口修二     |
| 9          | [中]       | 田島三千雄   |

## 大会本塁打
- 第1号：柚花尋（広島商）
- 第2号：松本終吉（市岡中）
- 第3号：足立信夫（慶応普通部）
- 第4号：山口昇（慶応普通部）

## 記録
| 記録               | 選手名             | 対戦校           | 補足       |
| ------------------ | ------------------ | ---------------- | ---------- |
| ノーヒットノーラン | 松本終吉（市岡中） | 準々決勝・一関中 | 大会史上初 |

## その他の主な出場選手
- 新田恭一（慶応普通部）
- 小笠原道生（和歌山中）
- 石本秀一（広島商）